# Elena Lempp
Elena Lempp (n. 18 ianuarie 1887, Pitești, România – d. 1964, Craiova, România) a fost un medic român.

## Educație
A absolvit în 1905 Școala secundară de fete gradul I și gradul II din Craiova urmând apoi Facultatea de Medicină la București între 1906 și 1914. Și-a obținut doctoratul în medicină și chirurgie în iunie 1914. A plecat ulterior la Berlin unde s-a specializat în obstetrică și ginecologie alături de profesorul Bumm (1922-1923).

## Activitate
- externă și apoi internă provizorie a Eforiei Spitalelor Civile din București (1909-1912);[5]
- medic auxiliar provizoriu în echipa de dezinfecție a Direcției Generale a Serviciului Sanitar București;
- medic auxiliat la Spitalul din Negoiești (1915-1921);
- medic secundar la Maternitatea Spitalului Filantropia din Craiova (1921-1923);
- medic primar la Maternitatea Spitalului Filantropia din Craiova (1923-1925);
- medic primar la Maternitatea din Chișinău (1926-1927);
- medic primar la Maternitatea Spitalul Th.I.Preda din Craiova (1927-1930);
- medic primar și șef al Maternității Spitalului Filantropia (1930-1947);
- medic-șef chirurg la Spitalul Crucii Roșii din Craiova (1941-1942).

A participat la zeci de congrese la București, Cluj-Napoca, Leipzig și a susținut prelegeri în cadrul Cercului medicofarmaceutic din Craiova.

## Distincții
A fost decorată cu următoarele distincții:
- Crucea comemorativă a Războiului din 1916-1918;
- Meritul Sanitar clasa I;
- Coroana României în grad de cavaler.